# Nuestra Belleza México 1995
Nuestra Belleza México 1995 fue la 2.ª edición del certamen Nuestra Belleza México la cual se realizó en el Teatro Morelos de la ciudad de Toluca, Estado de México el domingo 22 de octubre de 1995. Treinta y dos candidatas de toda la República Mexicana compitieron por el título nacional, el cual fue ganado por Vanessa Guzmánde Chihuahua quien compitió en Miss Universo 1996 en Las Vegas, Estados Unidos logrando colocarse dentro del Top 6. Guzmán fue coronada por la Nuestra Belleza México saliente Luz María Zetinaconvirtiéndose en la cuarta chihuahuense en ir a Miss Universo.
El título de Nuestra Belleza Mundo México 1995 fue ganado por Alejandra Quinterode Nuevo León quien compitió en Miss Mundo 1995 en Sudáfrica logrando colocarse dentro del Top 10. Quintero fue coronada por Luz María Zetina Nuestra Belleza México 1994, convirtiéndose en la primera neoleonesa en ir a Miss Mundo.
A inicios de año, Lupita Jones negoció la licencia del concurso Miss Mundo para ofrecerles a sus candidatas dos opciones para competir a nivel mundial: Miss Universo y Miss Mundo, así Lupita Jones obtiene la franquicia de Miss Mundo y el derecho a enviar a la delegada mexicana a este evento.

## Resultados
| Posición                          | Candidata |
| Nuestra Belleza México 1995       | - Chihuahua - Vanessa Guzmán |
| Nuestra Belleza Mundo México 1995 | - Nuevo León - Alejandra Quintero |
| 1.ª Finalista                     | - Sonora - Lourdes Portela |
| 2.ª Finalista                     | - Nayarit - Consuelo Rodríguez |
| 3.ª Finalista                     | - Tlaxcala - Lourdes Sánchez |
| 4.ª Finalista                     | - Guerrero - Karla González |

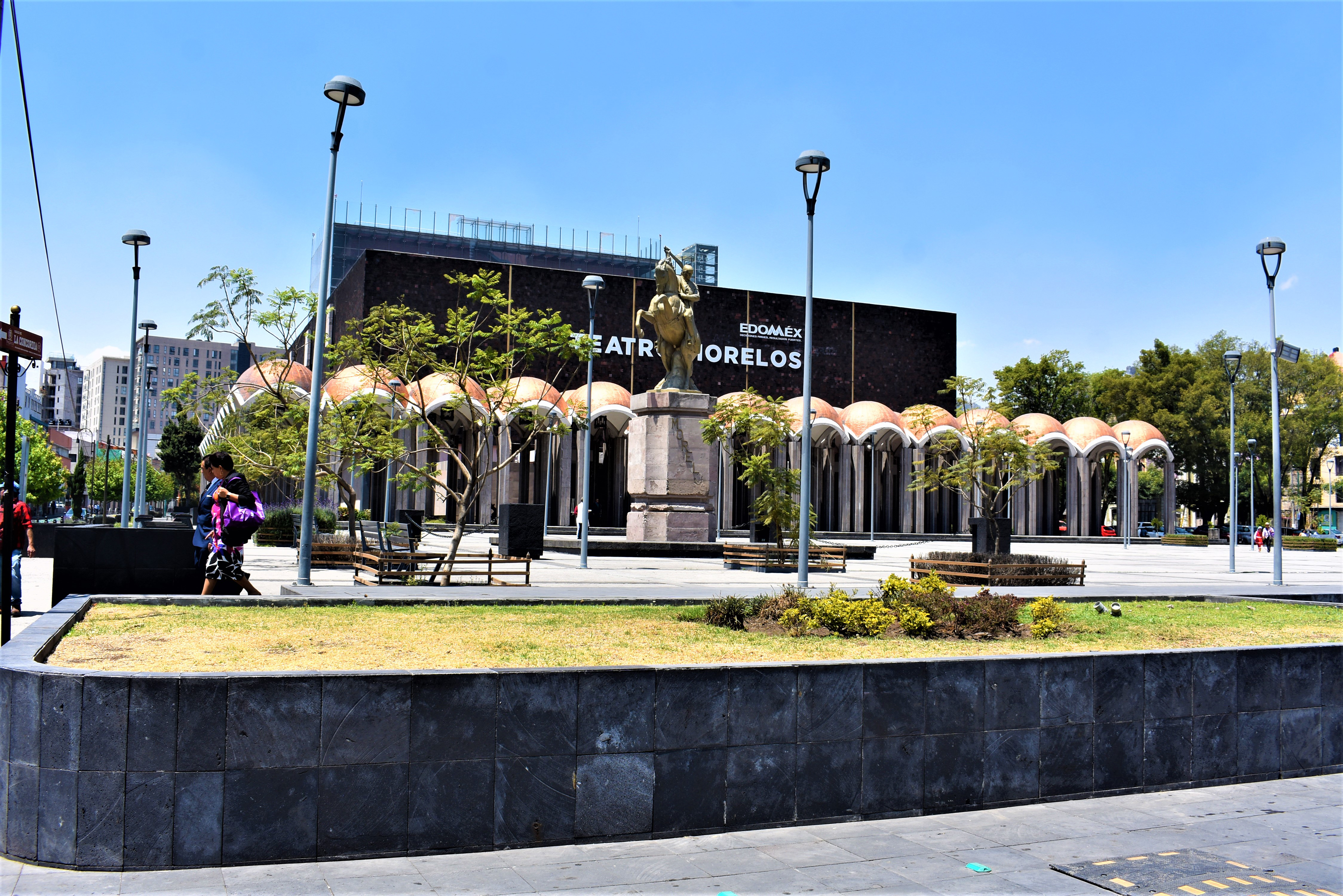
Teatro Morelos recinto de la final de Nuestra Belleza México 1995

| Top 16                            | - Aguascalientes - Leticia Soria - Baja California - Alma Ballesteros - Colima - Martha Pérez - Distrito Federal - Adriana Fregoso - Guanajuato - Eva Curiel - Jalisco - Tania Prado - Querétaro - Cytlalhi Galindo - San Luis Potosí - Katya Michel - Sinaloa - Dalina de la Peña - Veracruz - Socorro Retolaza |

## Áreas de competencia

### Semifinal
La competencia semifinal se realizó en el Teatro Morelos de la ciudad de Toluca, Estado de México el 21 de octubre, un día antes de la competencia final. Previo al final del evento, todas las candidatas compitieron en traje de baño y traje de noche como parte de la selección de las 16 candidatas quienes pasarían directamente a la competencia final. La conducción del evento estuvo a cargo de Raúl Velasco.

#### Jurado Preliminar
Estos son los miembros del jurado preliminar, que eligieron al Top 16 durante la competencia semifinal, luego de ver a las candidatas en privado durante entrevistas y pasarela en traje de baño y gala:
- Federico Pizarro - Torero
- Beatriz Calles - Organizadora de eventos
- Luis José Santander - Actor de televisión
- Martha Cristiana - Señorita México Internacional 1986, modelo y actriz de televisión
- Carlos Marcovich - Cineasta
- Irán Eory - Actriz de televisión
- Juan José Guerra - Político
- Raquel Goujón - Consultora de belleza
- Saul Lisazo - Actor de televisión

### Final
La gala final fue transmitida en vivo a través del Canal de las Estrellas para todo México desde el Teatro Morelos de la ciudad de Toluca, Estado de México el domingo 22 de octubre de 1995. La conducción del evento estuvo a cargo de Raúl Velasco dentro del programa dominical Siempre en domingo.
El grupo de 16 semifinalistas se dio a conocer durante la competencia final.
- Las 16 semifinalistas desfilaron en una nueva ronda en traje de baño y vestido de noche, posteriormente 10 de ellas fueron eliminadas.
- Las 6 finalistas se sometieron a una pregunta final y posteriormente dieron una última pasarela, donde el panel de jueces consideró la impresión general que dejó cada una de las finalistas para votar y definir posiciones finales.

#### Jurado Final
Estos son los miembros del jurado que evaluaron a las concursantes:
- Federico Pizarro - Torero
- Beatriz Calles - Organizadora de eventos
- Luis José Santander - Actor de televisión
- Martha Cristiana - |Señorita México Internacional 1986, modelo y actriz de televisión
- Carlos Marcovich - Cineasta
- Irán Eory - Actriz de televisión
- Juan José Guerra - Político
- Raquel Goujón - Consultora de belleza
- Saul Lisazo - Actor de televisión

#### Entretenimiento
- Intermedio: Julio Iglesias interpretando "Baila Morena"

### Competencia Señorita Dorian Grey
Esta fue una competencia interna, como parte del Premio Pasos a la Fama en Nuestra Belleza México. El título fue ganado por Katya Michel de San Luis Potosí y fue coronada por la saliente portadora del título Señorita Dorian Grey Elizabeth Carvajal.
La parte musical estuvo a cargo del grupo Garibaldi.

#### Resultado
| Posición                  | Candidata |
| Señorita Dorian Grey 1995 | - San Luis Potosí - Katya Michel |
| 1.ª Finalista             | - Chihuahua - Vanessa Guzmán |
| Top 10                    | - Distrito Federal - Adriana Fregoso - Jalisco - Tania Prado - Nayarit - Consuelo Rodríguez - Nuevo León - Alejandra Quintero - Puebla - Emireth López - Sonora - Lourdes Portela - Tlaxcala - Lourdes Sánchez - Veracruz - Socorro Retolaza |

### Premios Especiales
| Premio               | Candidata                        |
| Mejor Cabellera      | - Veracruz - Socorro Retolaza    |
| Señorita Dorian Grey | - San Luis Potosí - Katya Michel |
| Figura Playtex       | - Jalisco - Tania Prado          |
| Piel Hinds           | - Guerrero - Karla Guerrero      |

## Candidatas
| Estado              | Candidata                          | Edad | Residencia       |
| Aguascalientes      | Leticia Soria Mireles              | 19   | Aguascalientes   |
| Baja California     | Alma Alicia Ballesteros Robles     | 18   | Mexicali         |
| Baja California Sur | Clementina Ceceña Mascareño        | 20   | La Paz           |
| Campeche            | Eddy Esther Magaña Domínguez       | 20   | Campeche         |
| Chiapas             | Laura Rita Espinosa Moreno         | 18   | Tuxtla Gutiérrez |
| Chihuahua           | Vanessa Guzmán Niebla              | 19   | Ciudad Juárez    |
| Coahuila            | Irma Vanessa Guerrero Martínez     | 19   | Piedras Negras   |
| Colima              | Martha Pérez Rodríguez             | 18   | Colima           |
| Distrito Federal    | Adriana Fregoso Martínez           | 20   | Ciudad de México |
| Durango             | Esther Ileana Arreola López        | 21   | Durango          |
| Estado de México    | María Guadalupe Flores             | 20   | Toluca           |
| Guanajuato          | María Eva Curiel Padilla           | 20   | Celaya           |
| Guerrero            | Karla Patricia González López      | 18   | Acapulco         |
| Hidalgo             | Lizbeth Ileana Hernández Orta      | 19   | Pachuca          |
| Jalisco             | Tania Prado Laursen                | 18   | Zapopan          |
| Michoacán           | Erika Martínez Cárdenas            | 21   | Morelia          |
| Morelos             | Ruth Sarquis Valenzuela            | 20   | Cuernavaca       |
| Nayarit             | María Consuelo Rodríguez Tarabay   | 24   | Tepic            |
| Nuevo León          | Alejandra Aidée Quintero Velasco   | 19   | Monterrey        |
| Oaxaca              | Valeria Victorino Mungaray         | 20   | Oaxaca           |
| Puebla              | Emireth López Pulido               | 18   | Puebla           |
| Querétaro           | Rocío Cytlalhi Galindo Gómez       | 22   | Querétaro        |
| Quintana Roo        | Natalia Genoveva Sánchez           | 18   | Chetumal         |
| San Luis Potosí     | Katya Mercedes Michel de la Torre  | 19   | San Luis Potosí  |
| Sinaloa             | Dalina de la Peña Montoya          | 18   | Guamúchil        |
| Sonora              | Lourdes Guadalupe Portela Peñuñuri | 22   | Ciudad Obregón   |
| Tabasco             | Martha Alejandra Bolio Sarricolea  | 20   | Villahermosa     |
| Tamaulipas          | Nelly Yo-lan Chao Quiñones         | 21   | Nuevo Laredo     |
| Tlaxcala            | María de Lourdes Sánchez Bretón    | 18   | Tlaxcala         |
| Veracruz            | María del Socorro Retolaza Ulloa   | 19   | Veracruz         |
| Yucatán             | Mary Tony Gasque López             | 19   | Mérida           |
| Zacatecas           | Yanira Adriana Reveles Pérez       | 21   | Calera           |

## Crossovers
| Miss Universo - 1996: Chihuahua - Vanessa Guzmán (Top 6) Miss Mundo - 1995: Nuevo León - Alejandra Quintero (Top 10) | Miss Costa Maya International - 1996: Veracruz - Socorro Retolaza (Ganadora) Señorita América Internacional - 1996: Chihuahua - Vanessa Guzmán (Ganadora) Señorita Sinaloa - 1994: Sinaloa - Dalina de la Peña (2.ª Finalista |